# Gonzalo Ortiz de Zevallos Roedel
Gonzalo Alberto Enrique Ortiz de Zevallos Roedel (Lima, 25 de noviembre de 1914 - Ibídem, 18 de marzo de 1999) fue un abogado, magistrado y jurista peruano. Fue el primer fiscal de la nación en la historia del Perú, siendo nombrado por el segundo gobierno de Fernando Belaúnde Terry en el año 1981 y culminando el cargo en el año 1983. Como político fue miembro del Congreso Constituyente Democrático, desde 1992 hasta 1995, por el partido político Renovación Nacional.

## Biografía
Gonzalo Ortiz de Zevallos nació el 25 de noviembre de 1914 en la ciudad de Lima en Perú. Fue hijo de Gonzalo Ortiz de Zevallos y Vidaurre y de Rosa Roedel Orfila. Es también nieto de Ricardo Ortiz de Zevallos y Tagle, V marqués de Torre Tagle, y descendiente de Manuel Lorenzo de Vidaurre.
Realizó sus estudios escolares en los colegios Recoleta del distrito de La Molina y San Agustín del distrito de San Isidro. Luego hizo sus estudios superiores en la Universidad Nacional Mayor de San Marcos, ingresando en el año 1929 a la Facultad de Derecho y egresando con el título de abogado en el año 1939.
El 22 de abril de 1945, Gonzalo Ortiz de Zevallos contrajo matrimonio con María Rosa Olaechea Du Bois, con quien tuvo dos hijos: Gonzalo Ortiz de Zevallos Olaechea (n. 1945) y Rosa María Ortiz de Zevallos Olaechea (n. 1952).

## Trayectoria
Gonzalo Ortiz de Zevallos tuvo una experimentada trayectoria profesional. Se inició en el Poder Judicial del Perú, desempeñándose como juez de primera instancia, luego como juez decano de Lima y vocal supremo de justicia.
Fue dos veces decano del Colegio de Abogados de Lima.

### Fiscal de la Nación
En el año 1981, durante el segundo gobierno del presidente Fernando Belaúnde Terry, Gonzalo Ortiz de Zevallos fue nombrado como fiscal de la nación, siendo el primer titular del Ministerio Público en la historia del Perú. Permaneció en el cargo hasta el año 1983, siendo reemplazado por Miguel Cavero-Egúsquiza.

### Congresista Constituyente
En el año 1992, luego de la disolución del Congreso de la República decretada por el gobierno de Alberto Fujimori, se convocaron a nuevas elecciones parlamentarias para la creación de una nueva constitución política. En dichas elecciones, Gonzalo Ortiz de Zevallos decidió participar como miembro de Renovación Nacional, partido político de Rafael Rey. Ortiz de Zevallos resultó elegido como congresista constituyente y fue juramentado para completar el disuelto periodo 1990-1995.
Como miembro del Congreso Constituyente Democrático fue miembro de la Comisión de Constitución y Reglamento, ente encargada de los artículos de la Constitución del año 1993.
Gonzalo Ortiz de Zevallos también colaboró, junto con la bancada de Renovación Nacional, en algunas medidas con el régimen de Alberto Fujimori. Sin embargo, Ortiz de Zevallos también colaboró con los miembros de la oposición al gobierno fujimorista en investigaciones sobre corrupción y violaciones de derechos humanos.
Tras culminar su gestión como congresista, decidió retirarse del ámbito político.

## Fallecimiento
El jueves 18 de marzo del año 1999, Gonzalo Ortiz de Zevallos falleció a los 84 años en la ciudad de Lima. Posteriormente sus restos fueron sepultados en el Cementerio Campo Fe de Huachipa.

## Premios y reconocimientos
En el año 2006, se creó la Escuela de Posgrado Doctor Gonzalo Ortiz de Zevallos Roedel como órgano desconcentrado dependiente de la Fiscalía de la Nación. Dicha institución está facultada para organizar estudios de maestría y doctorado, y otorgar los grados académicos correspondientes.